# Joseph Đỗ Quang Khang
Joseph Đỗ Quang Khang (Thủ Đức, 7 novembre 1965) è un vescovo cattolico vietnamita, dal 17 giugno 2023 vescovo di Bắc Ninh.

## Biografia

### Infanzia e formazione
Joseph Đỗ Quang Khang è nato il 7 novembre 1965 ad Ho Chi Minh (città), precisamente nel distretto urbano di Thủ Đức, ottavogenito di una famiglia cattolica con dieci figli e i cui genitori erano originari del distretto di Viet Yen, fuggiti poi al sud nel 1954. 
Ha studiato al College of Pedagogy di Hồ Chí Minh City e in seguito ha lavorato come insegnante.
Nel 1993 è entrato nel seminario maggiore San Giuseppe dove ha studiato filosofia e teologia fino al 1999 e nel 2001 è stato inviato in Francia per studiare all'Institut catholique de Toulouse ottenendo il master's degree in teologia biblica nel 2006. Successivamente si è recato a Roma per studiare presso il Pontificio Istituto Biblico e conseguendo la licenza in sacra scrittura nel 2010.

### Ministero sacerdotale
È stato ordinato prete il 30 giugno 1999 dall'arcivescovo e futuro cardinale Jean-Baptiste Phạm Minh Mẫn. Dopo l'ordinazione sacerdotale, prima di recarsi all'estero per studiare, è stato vicario parrocchiale della parrocchia Chợ Đũi a Ho Chi Minh (città). Tornato in patria, dal 2010 è stato decano degli studi nel seminario maggiore San Giuseppe, professore di sacra scrittura e greco biblico sia presso il seminario che presso il Catholic Institute of Vietnam.

### Ministero episcopale
Il 30 ottobre 2021 papa Francesco lo ha nominato vescovo coadiutore di Bắc Ninh. Ha ricevuto l'ordinazione episcopale il 14 dicembre 2021 per imposizione delle mani del vescovo Cosme Hoàng Văn Đạt.
Per la conferenza episcopale del Vietnam è stato eletto presidente del Comitato per il clero e i seminaristi per il triennio 2022-2025.
È succeduto al governo della diocesi il 17 giugno 2023.

## Genealogia episcopale
La genealogia episcopale è:
- Cardinale Scipione Rebiba
- Cardinale Giulio Antonio Santori
- Cardinale Girolamo Bernerio, O.P.
- Arcivescovo Galeazzo Sanvitale
- Cardinale Ludovico Ludovisi
- Cardinale Luigi Caetani
- Cardinale Ulderico Carpegna
- Cardinale Paluzzo Paluzzi Altieri degli Albertoni
- Papa Benedetto XIII
- Papa Benedetto XIV
- Papa Clemente XIII
- Cardinale Marcantonio Colonna
- Cardinale Giacinto Sigismondo Gerdil, B.
- Cardinale Giulio Maria della Somaglia
- Cardinale Carlo Odescalchi, S.I.
- Vescovo Eugène de Mazenod, O.M.I.
- Cardinale Joseph Hippolyte Guibert, O.M.I.
- Cardinale François-Marie-Benjamin Richard de la Vergne
- Cardinale Pietro Gasparri
- Cardinale Clemente Micara
- Cardinale Jozef-Ernest Van Roey
- Cardinale  Léon-Joseph Suenens
- Arcivescovo Henri Lemaître
- Vescovo Barthélemy Nguyễn Sơn Lâm
- Cardinale Pierre Nguyễn Văn Nhơn
- Vescovo Cosme Hoàng Văn Đạt, S.I.
- Vescovo Joseph Đỗ Quang Khang